# Bahnstrecke Cherry Mountain–Jefferson
| Gesellschaft: | zuletzt BM           |                             |                             |
| Streckenlänge: | 5,6 km               |                             |                             |
| Spurweite: | 1435 mm (Normalspur) |                             |                             |
| |                      |                             |                             |
| Gleise: | 1                    |                             |                             |
| \| \| \| \| \| \| \| \| von Whitefield Junction \| \| \| \| 0,0 \| Cherry Mountain NH \| Cherry Mountain NH \| \| \| \| (früher Meadows, Jefferson) \| \| \| \| \| nach Berlin \| \| \| \| 1,5 \| Thayers Mills NH \| Thayers Mills NH \| \| \| \| Israel River \| \| \| \| 5,6 \| Jefferson NH \| Jefferson NH \| |                      |                             |                             |
| |                      |                             |                             |
| Strecke (außer Betrieb) |                      | von Whitefield Junction     | von Whitefield Junction     |
| Bahnhof (Strecke außer Betrieb) | 0,0                  | Cherry Mountain NH          | Cherry Mountain NH          |
| Strecke (außer Betrieb) |                      | (früher Meadows, Jefferson) | (früher Meadows, Jefferson) |
| Abzweig geradeaus und nach rechts (Strecke außer Betrieb) |                      | nach Berlin                 | nach Berlin                 |
| Haltepunkt / Haltestelle (Strecke außer Betrieb) | 1,5                  | Thayers Mills NH            | Thayers Mills NH            |
| Brücke über Wasserlauf (Strecke außer Betrieb) |                      | Israel River                | Israel River                |
| Kopfbahnhof Streckenende (Strecke außer Betrieb) | 5,6                  | Jefferson NH                | Jefferson NH                |

Die Bahnstrecke Cherry Mountain–Jefferson ist eine ehemalige Eisenbahn in New Hampshire (Vereinigte Staaten). Sie ist 5,6 Kilometer lang und bindet den Ort Jefferson an die Bahnstrecke Whitefield Junction–Berlin an. Die Strecke ist stillgelegt und abgebaut. 

## Geschichte
Nachdem in Jefferson ein Hotelresort gebaut worden war, wollte die Concord and Montreal Railroad eine direkte Verbindung dorthin bauen, da die bestehende Bahnstrecke nach Berlin etwa fünf Kilometer südlich des Ortes verlief. Vom Bahnhof Jefferson, der gleichzeitig in Cherry Mountain umbenannt wurde, baute sie daher eine kurze Stichstrecke, die 1895 eröffnet wurde. Im gleichen Jahr übernahm die Boston and Maine Railroad die Concord&Montreal und damit auch die Betriebsführung. Die Strecke wurde nur in der Sommersaison und hauptsächlich von Personenzügen befahren. 1919 und 1920 wurden die Zügen nur noch von durchschnittlich drei Passagieren benutzt, und die Einnahmen deckten bei weitem nicht den Aufwand für den Betrieb.  Am 27. Juni 1921 verkehrte der letzte Zug, und im Juli des Jahres wurde die Stilllegung beantragt. 1925 wurde die Strecke offiziell stillgelegt und dann abgebaut.

## Streckenbeschreibung
Die Strecke zweigt am Bahnhof Cherry Mountain aus der Bahnstrecke nach Berlin ab und verläuft zunächst nordwärts. Beim Haltepunkt Thayers Mills, der einzigen Zwischenstation, überquert sie den Israel River. Die Brücke ist nicht mehr vorhanden. Die Strecke verläuft weiter nach Norden, biegt jedoch kurz vor Jefferson nach Nordwesten ab. Ein Teil der Trasse wurde am Ortsrand von Jefferson durch einen Golfplatz überbaut.